# Marley presenta
Marley Presenta es un programa de televisión argentino de biografías y homenajes sobre celebridades de la historia argentina y mundial, presentado por Marley y emitido ocasionalmente por Telefe.
Cada emisión aborda un personaje de la cultura popular distinto, presentando material inédito y testimonios exclusivos.
Surgió como una necesidad del canal de promocionar la película Gilda, no me arrepiento de este amor, pero ante la buena aceptación del público en el índice de audiencia, la disponibilidad del conductor, del equipo de producción y del espacio en la grilla de programación del canal, se decidió seguir con el proyecto como un programa y no solo un especial.

## Escenarios
En la primera temporada, todos los episodios se grabaron en un set de televisión que en cada emisión era especialmente ambientado acorde al personaje homenajeado, con la disposición de Marley y la persona homenajeada (si es que estaba presente, de lo contrario Marley solo) sentados en el centro de la escena en sillas individuales, mientras que las personas que ofrecían su testimonio estaban a ambos costados, en sillones.
En la segunda temporada, se abandona el estudio de televisión y cada episodio es grabado en escenarios naturales y reales, como la casa de Sandro o las calles y lugares específicos de Londres (episodios sobre Lady Di).
En octubre de 2018, viajan a México para visitar a Diego Boneta, sobre la vida de la serie de «Luis Miguel, la serie» del cantante Luis Miguel el martes 16 a las 21:00, con una duración de 15 minutos antes que emitiera «La voz Argentina» del mismo conductor  Marley.

## Episodios

### Primera Temporada
| N.º (serie) | N.º (temp.) | Título original                        | Fecha de emisión         | Audiencia |
| --- | ----------- | -------------------------------------- | ------------------------ | --------- |
| 1 | 1           | «Gilda, entre el cielo y la tierra»    | 10 de septiembre de 2016 | 12.2      |
| Un recorrido por la vida y carrera del icono popular de la música a 20 años de su muerte. Entrevistas con músicos de la cantante, su mánager, sus amigas y su última pareja. Además, entrevistas con el elenco y equipo de Gilda, no me arrepiento de este amor con Natalia Oreiro como figura central.                                                                                        |             |                                        |                          |           |
| 2 | 2           | «Soledad, de Arequito al mundo»        | 1 de octubre de 2016     | 7.7       |
| Entrevista exclusiva a la reconocida cantante, que celebra 20 años de exitosa carrera en la música, junto también a sus amigos, familiares y músicos. Además, vídeos exclusivos sobre sus comienzos y un recital íntimo en el set del programa. |             |                                        |                          |           |
| 3 | 3           | «Rodrigo, un largo camino al cielo»    | 8 de octubre de 2016     | 11.4      |
| Se repasa la historia y carrera del fallecido cantante cuartetero mediante testimonios de la madre de su hijo, su hijo Ramiro, su representante, sus músicos y sus amigos. Además, por primera vez, el hijo de Rodrigo canta un tema de su padre. |             |                                        |                          |           |
| 4 | 4           | «El Negro Olmedo, el ángel de la risa» | 22 de octubre de 2016    | 12.1      |
| Se recorre la vida del capocómico con entrevistas a sus hijos, Javier y Albertito, que por primera vez comparten un living de televisión juntos. Además, participan sus emblemáticos y reconocidos compañeros de trabajo en la televisión argentina como Beatriz Salomón o Adriana Brodsky. También cuenta con una recreación de sus personajes de la mano de Martín Bossi y "Carna" Crivelli. |             |                                        |                          |           |
| 5 | 5           | «Los Pimpinela»                        | 5 de noviembre de 2016   | 7.0       |
| Entrevista exclusiva al dúo de hermanos, dos de los más grandes músicos del país. Además, la presencia de sus hijos, sus afectos y sus amigos de la industria como Sandra Mihanovich y Patricia Sosa, junto con imágenes de archivo y la interpretación en vivo de sus más grandes éxitos musicales.                                                                                           |             |                                        |                          |           |
| 6 | 6           | «El Pepo, del infierno a la gloria»    | 12 de noviembre de 2016  | 7.7       |
| Entrevista íntima con un repaso de la vida del músico desde su infancia, sus adicciones, su paso por la cárcel y su presente de superación y felicidad junto a su esposa. Además, los testimonios más conmovedores de sus familiares, amigos de la infancia y quienes lo acompañaron en su carrera. Para cerrar, un musical a toda cumbia con su banda e invitados especiales.                 |             |                                        |                          |           |
| 7 | 7           | «Moisés»                               | 3 de diciembre de 2016   | 6.6       |
| Entrevista exclusiva con los protagonistas de Moisés y los Diez Mandamientos, telenovela brasilera que fue el gran éxito del año en Argentina. Además, imágenes inéditas de como se grabaron las escenas del momento clave de la serie: la división de aguas y cruce del Mar Rojo. |             |                                        |                          |           |

### Segunda Temporada
| N.º (serie) | N.º (temp.) | Título original          | Fecha de emisión        | Audiencia |
| --- | ----------- | ------------------------ | ----------------------- | --------- |
| 8 | 1           | «Sandro»                 | 19 de agosto de 2017    | 7.4       |
| Olga Garaventa, viuda del cantante, abre por primera vez las puertas de la icónica mansión del ídolo popular para una entrevista íntima y exclusiva, ofreciendo además el primer registro fílmico de la propiedad por dentro. Se repasa toda la carrera del cantante, su relación con las fanáticas, su vida íntima y secretos jamás revelados antes. |             |                          |                         |           |
| 9 | 2           | «Lady Di, primera parte» | 26 de agosto de 2017    | 7.2       |
| Marley viajó a Inglaterra, a 20 años de la muerte de la eterna princesa de Gales, para visitar la casa donde nació y donde descansan los restos de Diana. Además, el conductor mantendrá una entrevista exclusiva con su biógrafo, Andrew Morton, a quien ella le confió sus secretos, para conocer datos íntimos sobre la vida de la mujer más fotografiada de la historia, como por ejemplo, su relación con su esposo y con la prensa. Además, se presenta un amplio material de archivo.                                       |             |                          |                         |           |
| 10 | 3           | «Lady Di, segunda parte» | 2 de septiembre de 2017 | 7.1       |
| Este episodio cuenta con una entrevista exclusiva de Marley con Earl Spencer, el hermano menor de la princesa, en Londres. Siguiendo la línea del episodio anterior, esta segunda parte se centrará en sus últimos días de vida, el momento del trágico accidente, la reacción de la Corona británica, el pueblo y la prensa frente al hecho, y las diversas hipótesis sobre lo que realmente sucedió aquella noche, con una reconstrucción de los hechos desde París, además de las dudas sobre dónde está enterrada actualmente. |             |                          |                         |           |
| 11 | 4           | «El Papa Francisco»      | 9 de septiembre de 2017 | —         |
| 12 | 5           | «Diego Boneta»           | 16 de octubre de 2018   | —         |

### Especial
| N.º (serie) | N.º (temp.) | Título original                          | Fecha de emisión        | Audiencia |
| --- | ----------- | ---------------------------------------- | ----------------------- | --------- |
| 13 | 1           | «Silvina Luna, una luchadora de la vida» | 2 de septiembre de 2023 | —         |
| Un encuentro para homenajear a alguien que brilló con luz propia y dejó una marca imborrable en todos los corazones: un repaso por su vida y su carrera junto a grandes amigos. Una luchadora, una mujer muy divertida y querida por todos, recordada como se lo merece, con toda su luz. |             |                                          |                         |           |